# شهرستان بستونی
شهرستان بستونی (به فرانسوی: Bastogne) در استان لوکزامبورگ  در منطقه فدرال والوون در کشور بلژیک واقع شده‌است.

## شهرها
1. بستونی
2. برتونی
3. فوویه
4. گووی
5. اوفلیز
6. سنتود
7. وو-سور-سور
8. ویلسلم